# Honkin’ on Bobo
Honkin’ on Bobo – czternasty album studyjny zespołu Aerosmith. Wydany 30 marca 2004 roku.
Zawiera 11 coverów i autorską kompozycję The Grind. Płyta mocno bluesowa i bardzo surowa.
"Honkin’ on Bobo" to slangowy termin oznaczający fellatio.

## Lista utworów
1. "Road Runner" (Bo Diddley) – 3:46
2. "Shame, Shame, Shame" (Ruby Fisher, Kenyon Hopkins) – 2:15
3. "Eyesight to the Blind" (Sonny Boy Williamson II) – 3:10
4. "Baby, Please Don't Go" (Big Joe Williams) – 3:24
5. "Never Loved a Girl" (oryginalnie: "I Never Loved a Man") (Ronny Shannon) – 3:12
6. "Back Back Train" (Fred McDowell) – 4:24
7. "You Gotta Move" (Rev. Gary Davis, McDowell) – 5:30
8. "The Grind" (Steven Tyler, Joe Perry, Marti Frederiksen) – 3:47
9. "I'm Ready" (Willie Dixon) – 4:15
10. "Temperature" (Joel Michael Cohen, Little Walter) – 2:52
11. "Stop Messin' Around" (Clifford Adams, Peter Green) – 4:32
12. "Jesus Is on the Main Line" – 2:50

## Skład
- Joey Kramer – perkusja, chórki
- Joe Perry – gitara
- Steven Tyler – wokal, harmonijka, fortepian
- Brad Whitford – gitara
- Tom Hamilton – gitara basowa